# جیانکارلو نری
جیانکارلو نری (انگلیسی: Giancarlo Neri؛ زادهٔ ۱ ژانویهٔ ۱۹۵۵) مجسمه‌ساز، و بازیکن فوتبال اهل ایتالیا است.